# Discovery Island
Discovery Island är en ö i Kanada.   Den ligger i Capital Regional District och provinsen British Columbia, i den södra delen av landet, 3 600 km väster om huvudstaden Ottawa. Arean är 1,3 kvadratkilometer.
Terrängen på Discovery Island är mycket platt. Öns högsta punkt är 29 meter över havet. Den sträcker sig 1,2 kilometer i nord-sydlig riktning, och 1,9 kilometer i öst-västlig riktning.